# Воронцовський провулок
Воронцовський провулок — вулиця (провулок) в Історичному центрі Одеси, що пов'язує Приморський бульвар із Європейською площею.
Провулок закладено під назвою Катерининський у 1830 році, як дугоподібний провулок що вів від Європейської площі до руїн замку Єні-Дунья (на місці сучасного Воронцовського палацу).
На кінці сучасного провулку (тепер — початок провулку), тобто на перетині із Приморським бульваром, існував маєток родини Куликовських, який був викуплений графом Воронцовим. На цьому місці у 1827 році було споруджено за проєктом архітектора Ф. К. Боффо Воронцовського палацу.
Від імені власника палацу у 1836 році провулок дістав свою нову назву — Воронцовський (також вживався варіант провулок Воронцова). У 1850 паралельно вживається інша назва — Графський провулок, в честь того самого графа Воронцова, але назва не прижилася. У 1838 році у провулку відбулася значна подія — вперше у Російській імперії під керівництвом полковника Бюрно тут було прокладено «нафту й асфальтовий камінь» (тобто — асфальт).
Провулок змінив назву на тривалий час після приходу до влади комуністів. Так, у грудні 1924 року було звернення членів житлового кооперативу про перейменування Воронцовського провулку на Червонофлотський. Це пояснювалося тим, що у 1917—1918 роках, за Української народної республіки, у будівлі палацу діяла рада матроських депутатів, які вели боротьбу з українською владою. У 1925 році міська рада підтримала прохання, однак рішення міськради не було опубліковано. Тому 10 жовтня 1927 року міська рада знову підіймає питання перейменування провулку, на цей час прив'язавши це до 10-ї річниці Жовтневої революції.
Історичну назву провулку було повернено тільки 22 лютого 1991 року.

## Архітектурні пам'ятки
- Стайня Воронцовського палацу — Воронцовський провулок, 2 — Побудована у 1828 році. На північній стелі дому зображений стінопис «Стіна пам'яті Кузьми Скрябіна». Стіна пам'яті являє собою велике полотно, на якому зображений портрет співака Андрія Кузьменка і цитати з його пісень. Робота виконана в чорно-білих кольорах художниками Володимиром Мироновим і Олегом Дороніним.
- Воронцовський палац — Воронцовський провулок, 2д — Побудований у 1826—1828 роках. Палац, у якому жив Михайло Семенович Воронцов. У лівій частині будови ансамблю Воронцовського палацу жив і працював гістолог і морфолог Дмитро Костянтинович Третьяков. У дворі палацу встановлений Колодязь-фонтан «Джерело». Він був створений до 200-річчя Одеси. Це перша робота в місті відомого скульптора Михайло Володимирович Реви.
- Колонада — Воронцовський провулок, 2к — Встановлена у 1826 році.
- Будинок Рафаловича — Воронцовський провулок, 4 — Побудований у 1889 році.
- Маєток — Воронцовський провулок, 5 — Побудований у 1830—1840 роках.
- Маєток Вассаля — Воронцовський провулок, 7 — Побудований у 1845 році.
- Прибутковий будинок Бродської — Воронцовський провулок, 12 — Побудований у XIX столітті.
- Присутні місця — Воронцовський провулок, 13 — Побудований у 1826—1828 роках. Як свідчить меморіальна дошка, в будівлі засідав військово-окружний суд, який 4 жовтня 1916 року засудив Григорій Іванович Котовського за революційну діяльність до розстрілу, який замінили пізніше безстрокової каторгою.

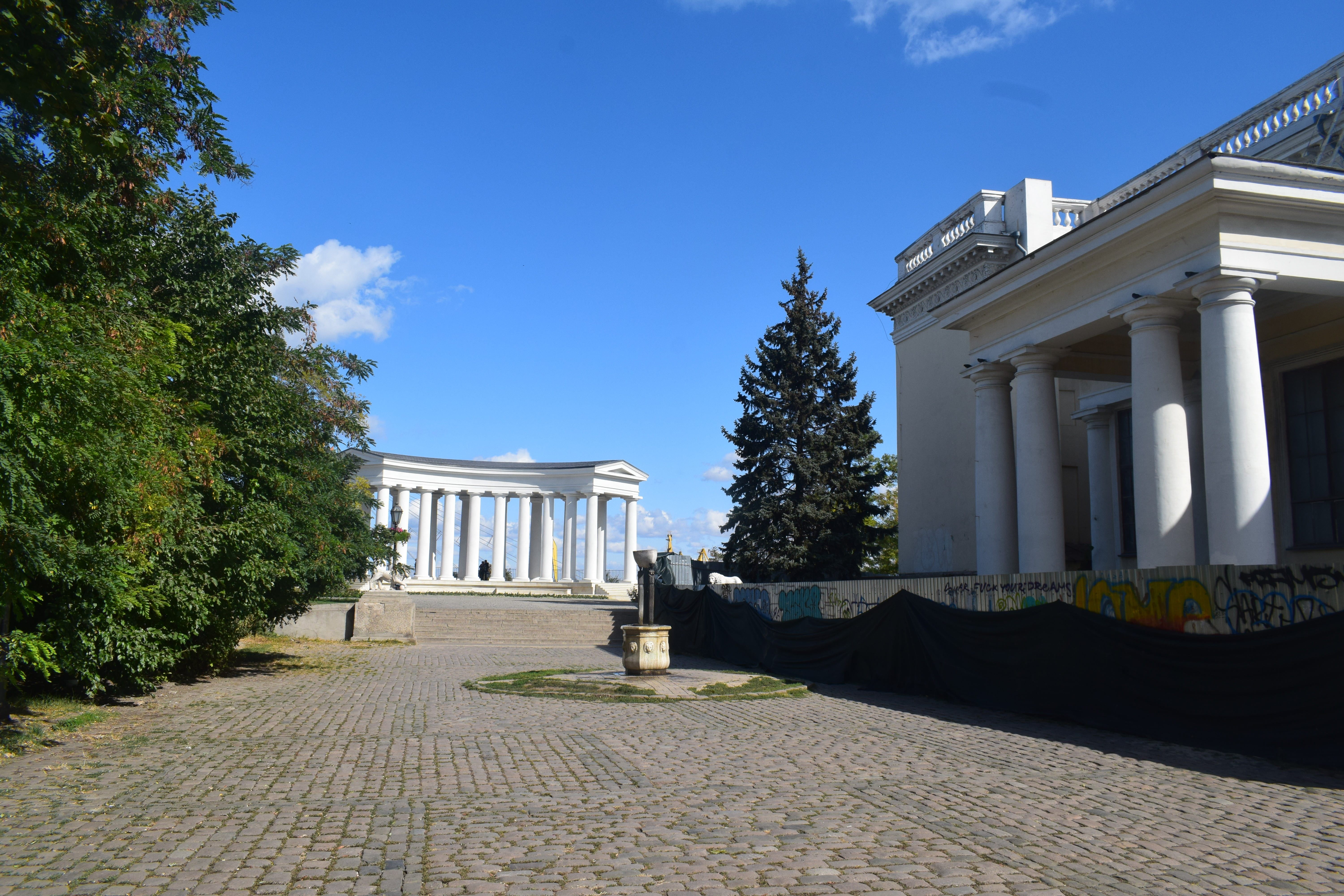
Ансамбль Воронцовського палацу
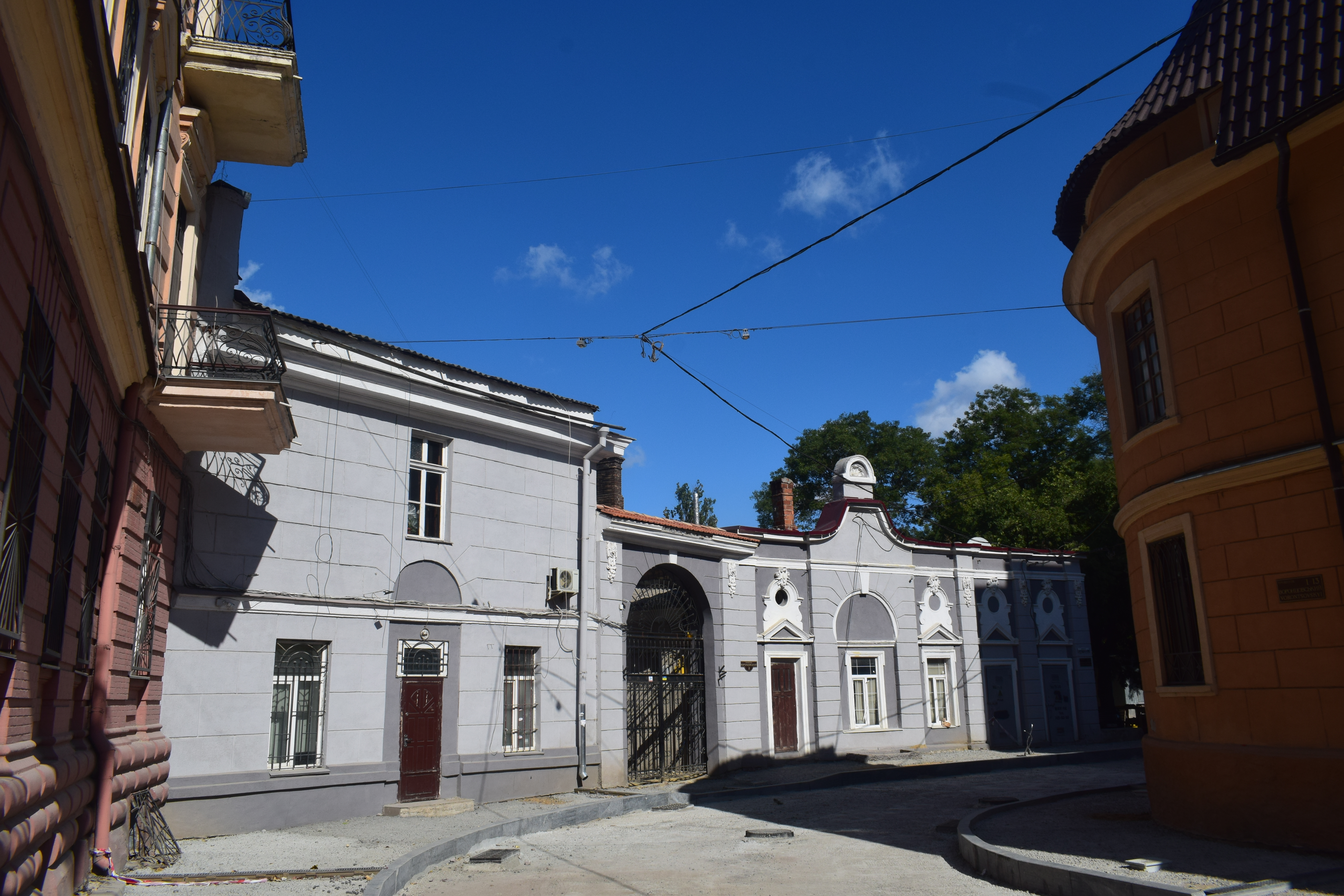
Головний вхід до Воронцовського палацу
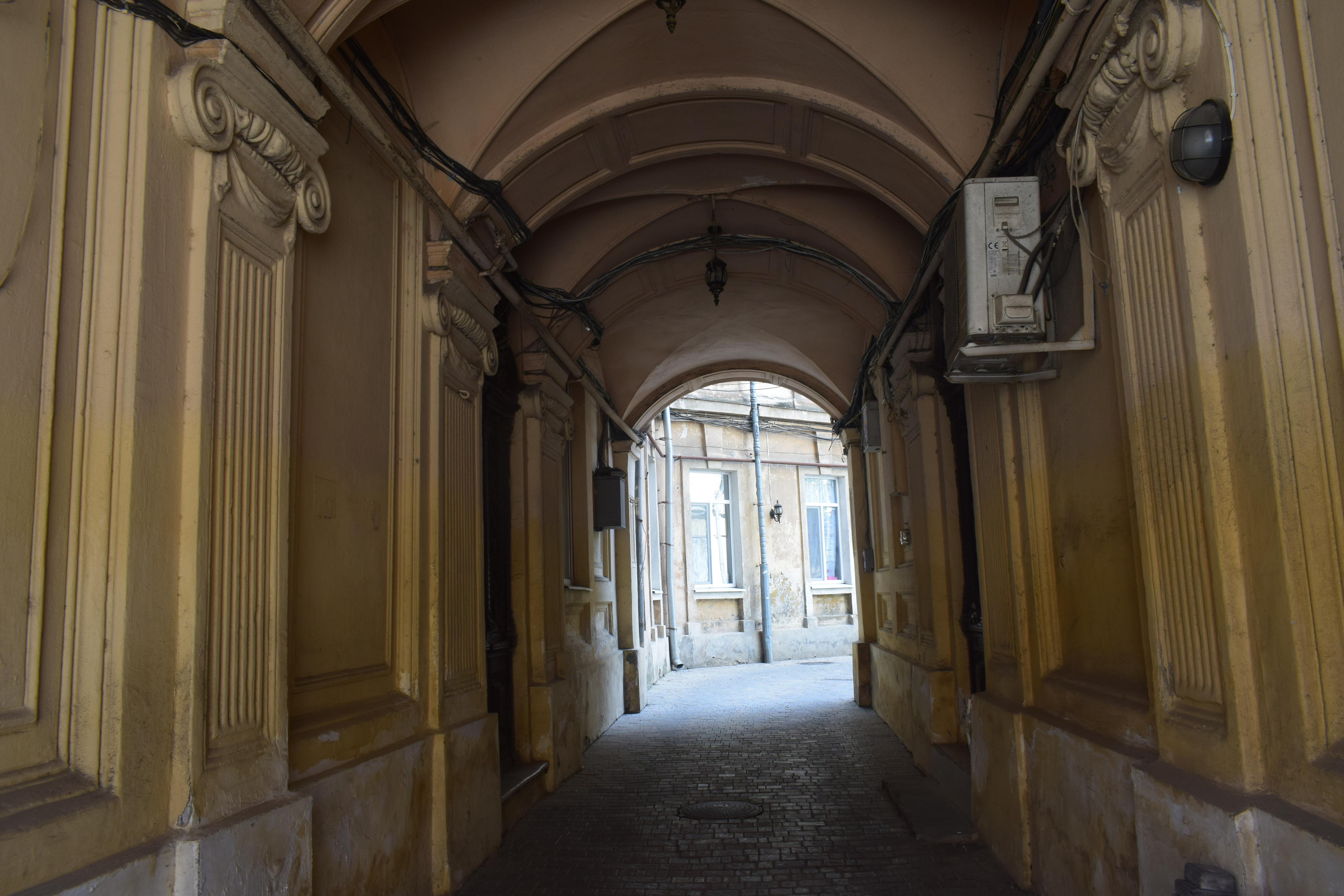
Воронцовський провулок, 4
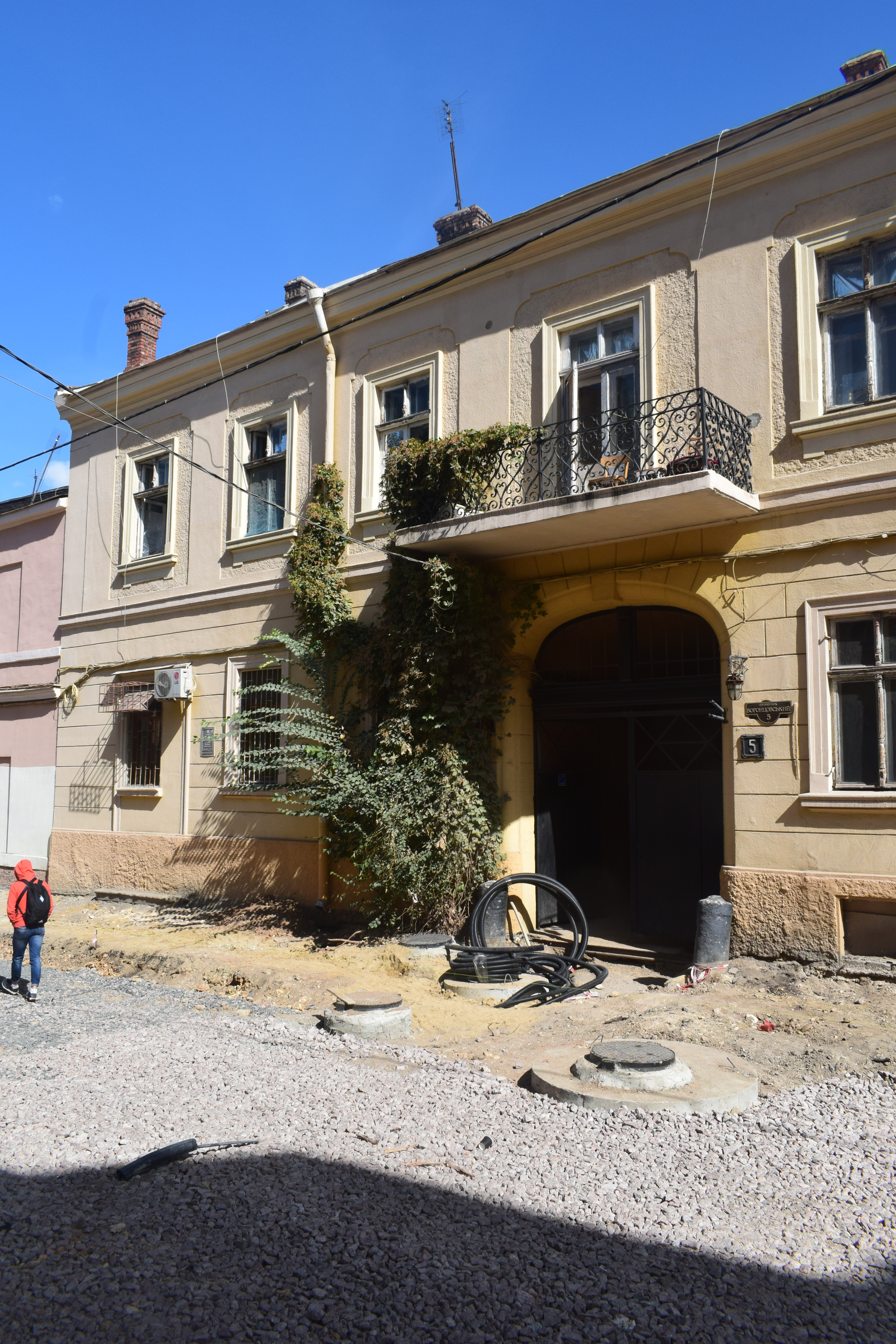
Воронцовський провулок, 5
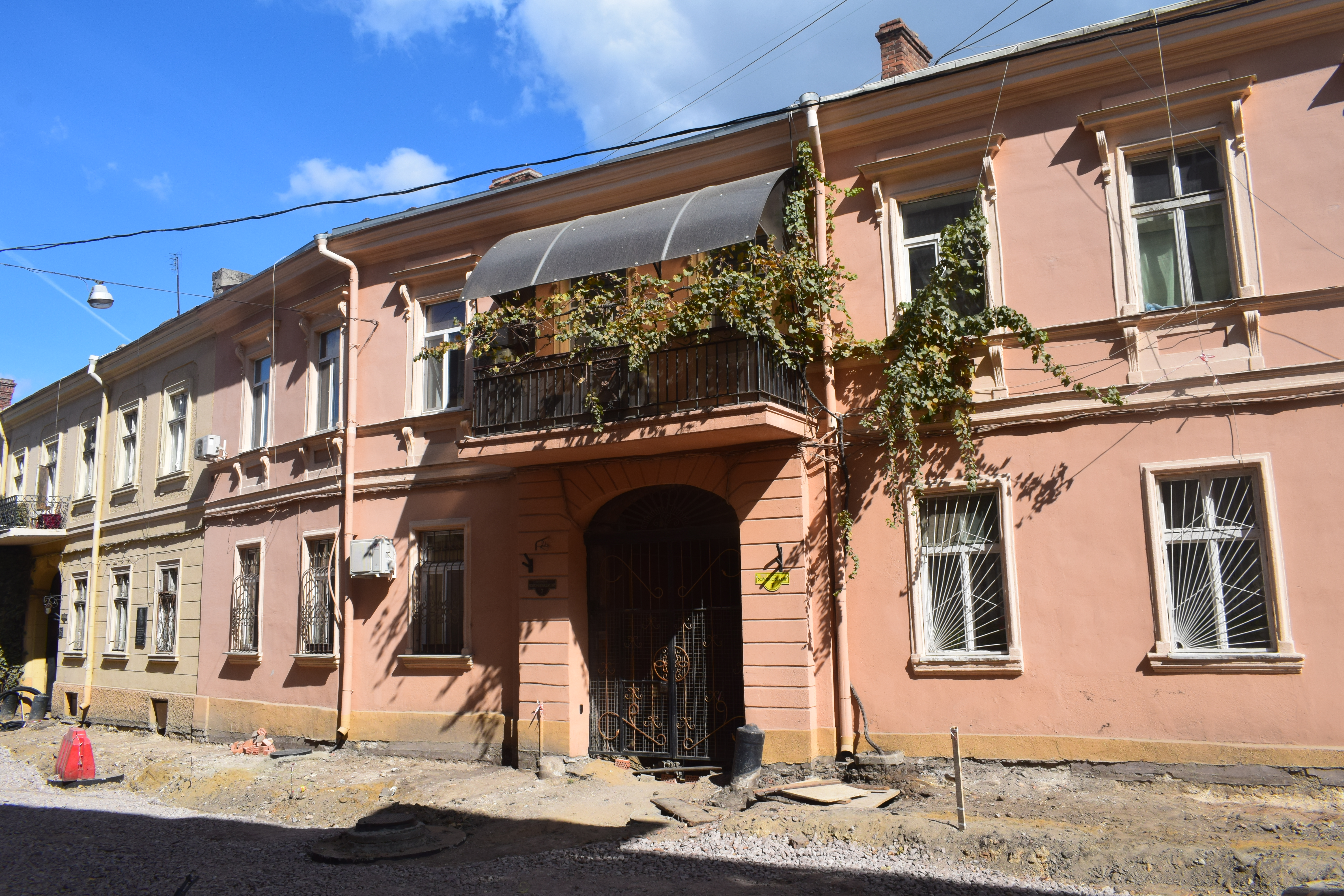
Воронцовський провулок, 7
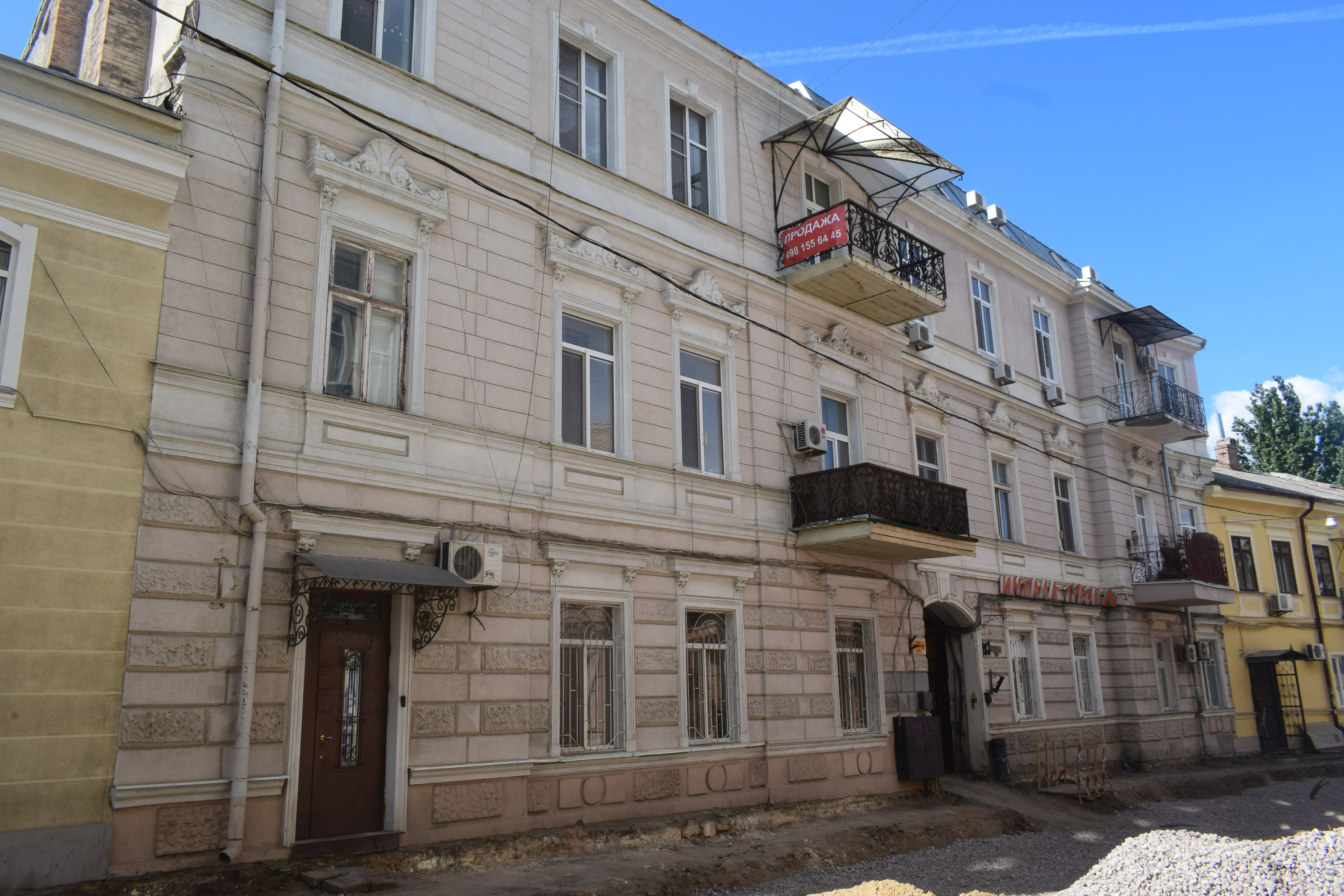
Воронцовський провулок, 8
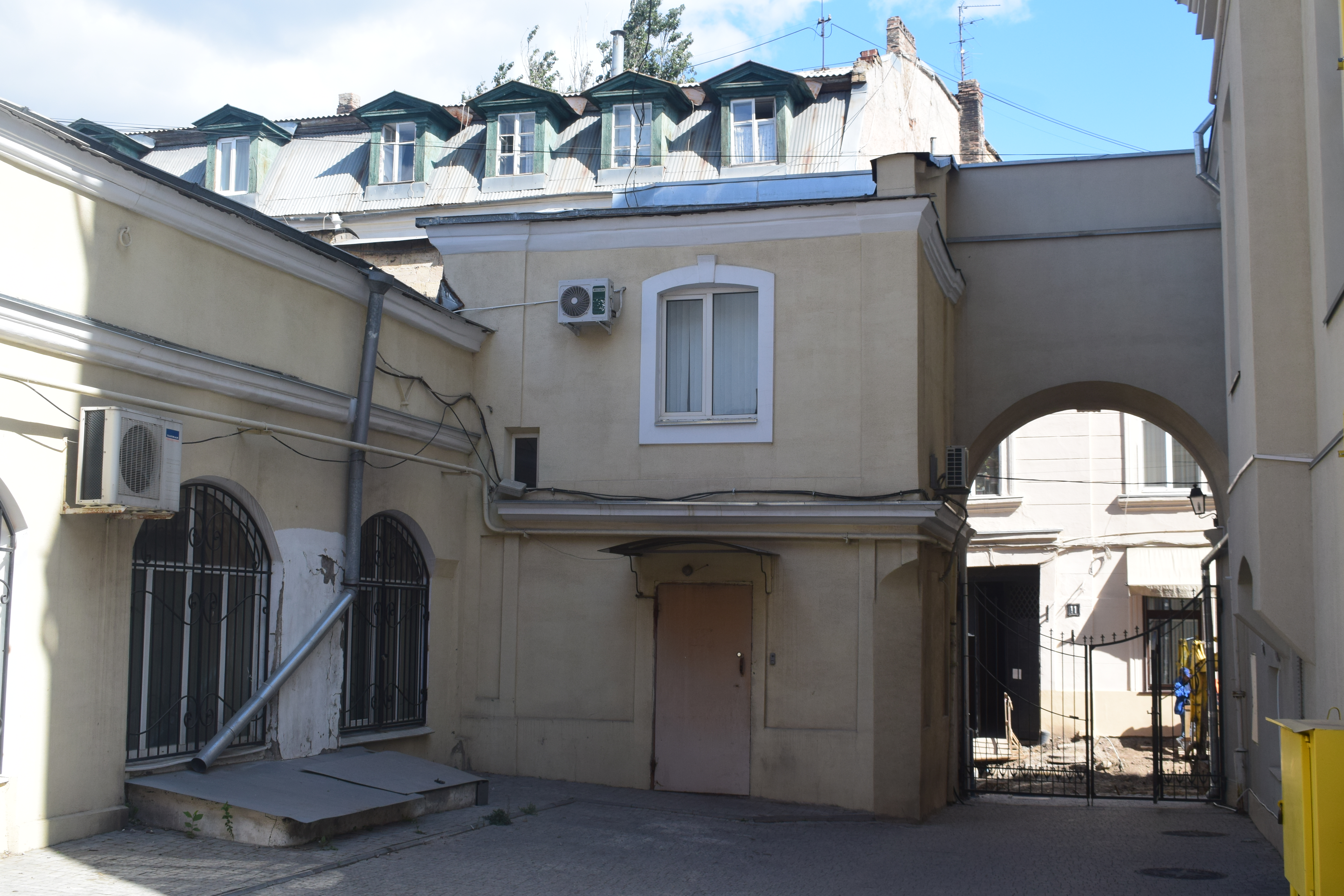
Воронцовський провулок, 10
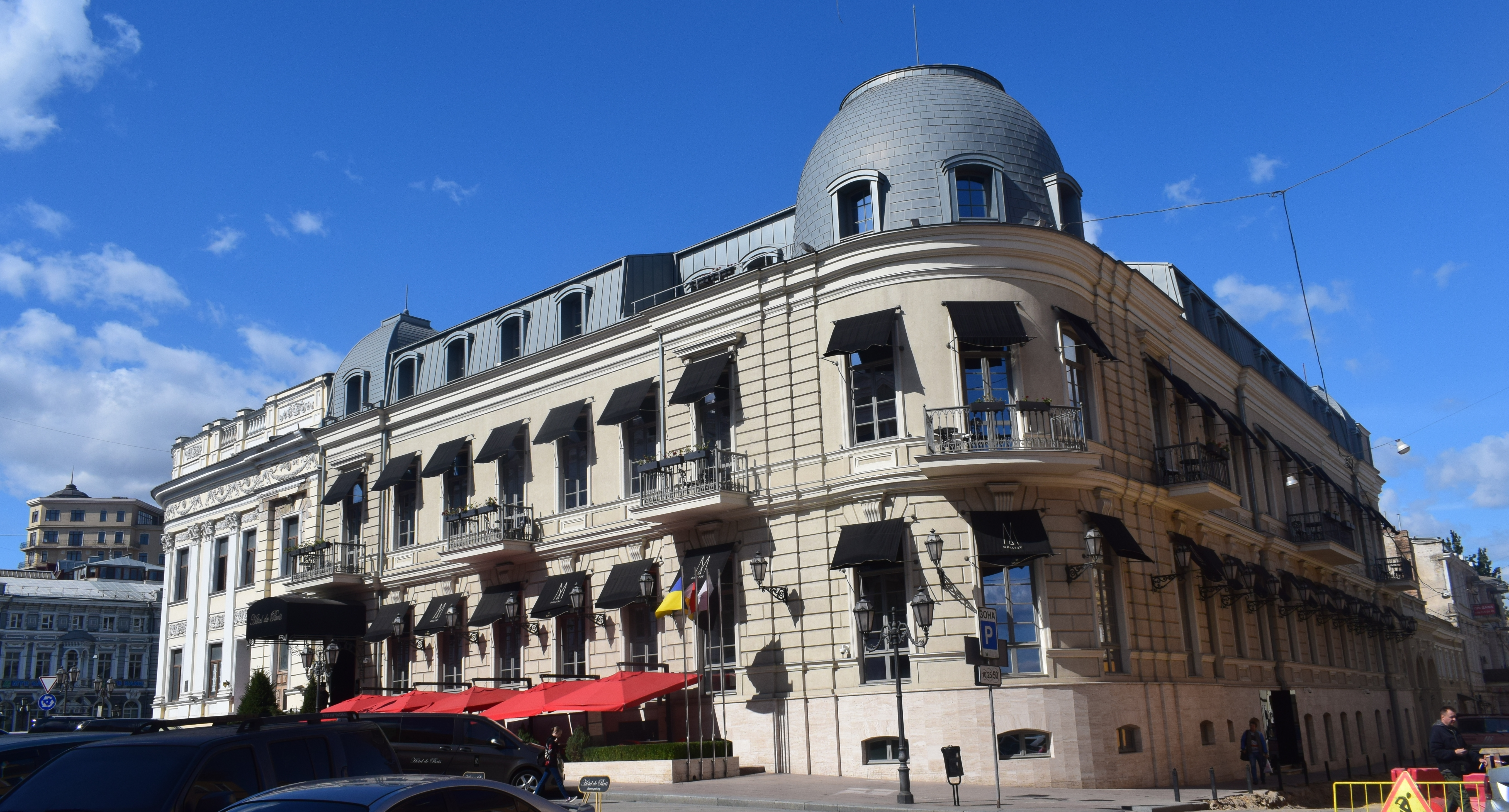
Воронцовський провулок, 12